# Dernau
Dernau est une municipalité allemande située dans le land de Rhénanie-Palatinat et l'arrondissement d'Ahrweiler.

## Monuments historiques
- Cimetière juif de Dernau